# 维勒梅尔
维勒梅尔（法語：Villemer，法語發音：[vilmɛʁ] ⓘ）是法国塞纳-马恩省的一个市镇，属于枫丹白露区。

## 地理
维勒梅尔（48°18'4"N, 2°49'31"E）面积18.54 平方千米，位于法国法蘭西島大區塞纳-马恩省，该省份为法国北部内陆省份，北起瓦兹省，西接埃松省、马恩河谷省、塞纳-圣但尼省和瓦兹河谷省，南至卢瓦雷省，东南接约讷省，东临马恩省和奥布省，东北接埃纳省。
与维勒梅尔接壤的市镇（或旧市镇、城区）包括：多尔梅勒、拉热讷夫赖、农维尔、维勒塞尔、莫雷-卢万和奥尔瓦讷、维勒马雷沙勒。

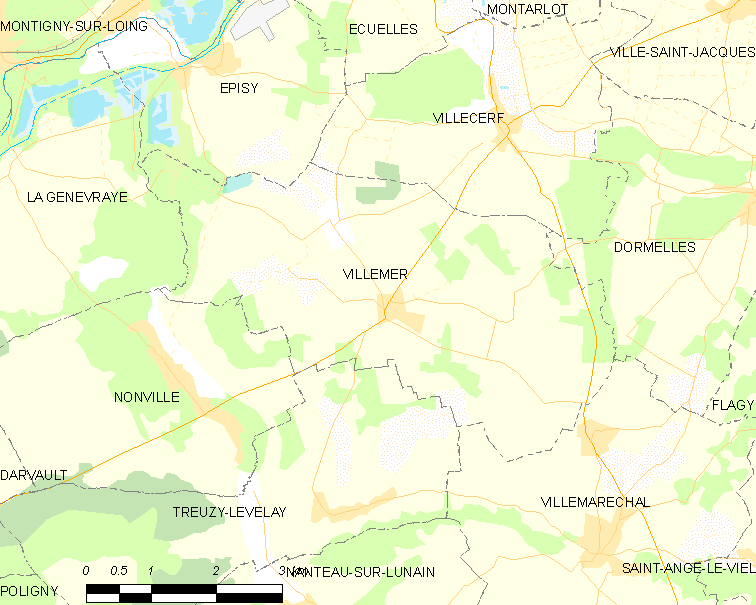
维勒梅尔的OSM定位图

维勒梅尔的时区为UTC+01:00、UTC+02:00（夏令时）。

## 行政
维勒梅尔的邮政编码为77250，INSEE市镇编码为77506。

## 政治
维勒梅尔所属的省级选区为讷穆尔县。

## 人口

1962-2008年间维勒梅尔人口变化图示

维勒梅尔于2022年1月1日时的人口数量为766人。